# Єкатеринбург (аеропорт)
Єкатеринбург  — аеродром спільного базування, розташований за 16 км на південний схід від міста Єкатеринбург. Тут знаходиться Міжнародний аеропорт «Кольцово» (рос. Аэропорт Кольцово), який обслуговує Єкатеринбург та Свердловську область, Росія. Тут також дислокується 32-й окремий змішаний авіаполк, оснащений літаками Ан-12, Ан-26, Ту-134, Ту-154, Іл-18, Ан-148-100Е і вертольотами Мі-8.

## Аеропорт
Аеропорт є хабом для:
- Ural Airlines[en],[7]
- RusLine[8]
- Pobeda[en]

### Інфраструктура
Аеродром «Кольцово» першого класу має дві ЗПС, 60 стоянок для літаків, а також допуск на прийом всіх сучасних типів повітряних суден російського і зарубіжного виробництва, включаючи Іл-96, Ту-204, Ту-144, Airbus A319, 320, 321, Airbus A330, Airbus A340, Boeing 737, Boeing 747, Boeing 757, Boeing 767, Boeing 777.
У 2006 відкрито новий міжнародний термінал. У жовтні 2007 введений в дію новий термінал внутрішніх авіаліній. На місці старого терміналу у 2009 році зведений новий внутрішній термінал, а колишній об'єднаний з міжнародним терміналом. Після введення в експлуатацію нового терміналу пропускна здатність аеропорту наблизилася до 8 мільйонів 400 тисяч пасажирів на рік. У складі аеропорту сучасний готель, термінал ділової авіації. Будується великий логістичний комплекс і вантажний термінал, готель.

### Авіалінії та напрямки, жовтень 2020

#### Пасажирські
| Авіакомпанія         | Пункт призначення |
| -------------------- | --- |
| Aeroflot             | Красноярськ-Ємельяново, Москва-Шереметьєво |
| Air Astana           | Нур-Султан |
| airBaltic            | Сезонний: Рига (з 31 березня 2021) |
| Алроса               | Мирний, Москва-Домодєдово |
| Avia Traffic Company | Ош |
| Азимут               | Ростов-на-Дону |
| Azur Air             | Сезонний чартер: Анталія, Дубай-Аль-Мактум, Коломбо, Гоа, Ла-Романа |
| flydubai             | Дубай |
| Gazpromavia          | Чартер: Бєлоярський, Москва-Внуково, Надим, Новий Уренгой, Ямбург |
| IrAero               | Нижній Новгород, Саратов, Сімферополь |
| NordStar             | Красноярськ-Ємельяново, Норильськ, Омськ Ростов-на-Дону |
| Nordwind Airlines    | Москва-Шереметьєво |
| Onur Air             | Анталія |
| Orenburzhye          | Оренбург |
| Pegas Fly            | Анталія |
| Pobeda               | Краснодар, Москва-Внуково, Новосибірськ, Сочі, Ст Петербург |
| Red Wings Airlines   | Сезонний чартер: Анталія, Стамбул, Сочі |
| Rossiya              | Ст Петербург, Сочі Сезонний чартер: Анталія, Шарджа |
| Royal Flight         | Сезонний чартер: Анталія, Дубай-Аль-Мактум, Гоа |
| RusLine              | Архангельськ, Бєлоярський, Горно-Алтайськ, Калуга, Казань, Красноярськ-Ємельяново, Липецьк, Надим, Нар'ян-Мар, Нижньовартовськ, Нижньокамськ, Новий Уренгой, Ноябрськ, Саранськ, Сиктивкар, Тамбов, Томськ, Воронеж |
| S7 Airlines          | Москва-Домодєдово, Новосибірськ |
| Somon Air            | Душанбе, Худжанд |
| Turkish Airlines     | Стамбул-Аеропорт |
| Ural Airlines        | Алмати, Баку, Бангкок-Суварнабхумі, Пекін-Дасин, Бішкек, Благовєщенськ, Чита, Дубай, Душанбе, Харбін-Тайпін, Іркутськ, Калінінград, Казань, Хабаровськ, Худжанд, Краснодар, Красноярськ-Ємельяново, Москва-Домодєдово, Москва-Шереметьєво, Мюнхен, Мінеральні Води, Наманган, Ош, Париж-Шарль де Голь, Прага, Рим-Ф'юмічіно, Сімферополь, Сочі, Ст Петербург, Ташкент, Тель-Авів, Владивосток, Сяньян, Єреван Сезонні: Анапа, Барселона, Бургас, Геленджик, Іракліон, Ларнака, Ріміні, Тиват |
| UTair Aviation       | Ханти-Мансійськ, Нижньовартовськ, Самара, Сургут, Тюмень, Уфа |
| UVT Aero             | Казань, Новокузнецьк |
| Uzbekistan Airways   | Ташкент |
| Yakutia Airlines     | Казань, Якутськ |
| Yamal Airlines       | Надим, Новий Уренгой, Ноябрськ, Салехард, Самара, Тюмень Сезонний чартер: Салоніки |

#### Вантажний
| Авіакомпанія            | Пункт призначення            |
| ----------------------- | ---------------------------- |
| AirBridgeCargo Airlines | Ченду, Гонконг, Шанхай-Пудун |
| MNG Airlines            | Стамбул-Ататюрк              |

### Наземний транспорт
Регулярні рейси здійснюються електропоїздом між аеропортом і залізничним вокзалом Єкатеринбурга (4 рейси на добу в обох напрямках, час у дорозі 39 хвилин). Поїзд прямує з усіма попутними зупинками. До 2010 року на лінії курсували електропоїзди-експреси, проте, у зв'язку з невеликим пасажиропотоком, їх змушені були перевести у звичайні приміські маршрути. З 2009 по 2011 на лінії рік працював рейковий автобус РА2. Під'їзні колії й посадкова платформа електропоїзди побудовані спільно аеропортом і РЖД у 2008 році.
Регулярні пасажирські перевезення між Єкатеринбургом і аеропортом виконують автобуси № 1 (від залізничного вокзалу) і № 29 (від селища Істок), а також мікроавтобуси № 01 (від залізничного вокзалу, експрес), № 026 (від станції СТЦ «МЕГА»), № 039 (від Компресорного мікрорайону через центр міста). Час роботи міського громадського транспорту з 05 до 00 годин, крім маршруту № 01, який працює цілодобово. Ціна проїзду 26 рублів, в мікроавтобусі № 01 — 100 рублів. Особистий автотранспорт і легкові таксі можуть безкоштовно під'їжджати до терміналів аеропорту для короткочасної висадки і посадки пасажирів (до 15 хвилин), тривала стоянка автотранспорту перед терміналами можлива за плату. Є також парковка тривалого зберігання і VIP-паркінг.

### Статистика
| Рік  | Пасажирообіг | Зміна пасажирообігу | Домашні   | Міжнародні (загалом) | Міжнародні (non-CIS) | CIS     | Авіаційний трафік | Вантажообіг (тонн) |
| ---- | ------------ | ------------------- | --------- | -------------------- | -------------------- | ------- | ----------------- | ------------------ |
| 2000 | 930 251      | +2 % ▲              | 698 957   | 231 294              | 155 898              | 75 396  | 8 619             | 18 344             |
| 2001 | 1 028 295    | +10,5 % ▲           | 733 022   | 295 273              | 186 861              | 108 412 | 9 062             | 22 178             |
| 2002 | 1 182 815    | +15,0 % ▲           | 793 295   | 389 520              | 239 461              | 150 059 | 10 162            | 20 153             |
| 2003 | 1 335 757    | +12,9 % ▲           | 879 665   | 456 092              | 297 421              | 158 671 | 10 092            | 18 054             |
| 2004 | 1 553 628    | +16,3 % ▲           | 972 287   | 581 341              | 429 049              | 152 292 | 11 816            | 20 457             |
| 2005 | 1 566 792    | +0,8 % ▲            | 1 006 422 | 560 370              | 429 790              | 130 580 | 11 877            | 11 545             |
| 2006 | 1 764 948    | +12,7 % ▲           | 1 128 489 | 636 459              | 488 954              | 147 505 | 13 289            | 15 519             |
| 2007 | 2 345 097    | +32,9 % ▲           | 1 486 888 | 858 209              | 683 092              | 175 117 | 16 767            | 16 965             |
| 2008 | 2 529 395    | +7,8 % ▲            | 1 523 102 | 1 006 293            | 815 124              | 191 169 | 16 407            | 17 142             |
| 2009 | 2 169 136    | −14,2 % ▼           | 1 290 639 | 878 497              | 727 718              | 150 779 | 13 798            | 13 585             |
| 2010 | 2 748 919    | +26,7 % ▲           | 1 529 245 | 1 219 674            | 1 017 509            | 202 165 | 15 989            | 22 946             |
| 2011 | 3 355 883    | +22,1 % ▲           | 1 856 948 | 1 498 935            | 1 184 771            | 314 164 | 20 142            | 24 890             |
| 2012 | 3 783 069    | +12.7 % ▲           | 1 934 016 | 1 849 053            | 1 448 765            | 439 668 | 21 728            | 25 866             |
| 2013 | 4 293 002    | +13.5 % ▲           | 2 180 227 | 2 112 775            |                      |         | 25 728            | 27 800             |
| 2014 | 4 526 167    | +5.4 % ▲            | 2 407 429 | 2 118 738            |                      |         | 24 165            | 25 356             |
| 2015 | 4 247 541    | −6.2 % ▼            | 2 745 236 | 1 502 235            |                      |         | 22 435            | 22 631             |
| 2016 | 4 300 732    | +1.3 % ▲            | 3 148 414 | 1 152 318            |                      |         | 22 381            | 24 451             |
| 2017 | 5 404 000    | +25.7 % ▲           | 3 485 000 | 1 919 000            |                      |         |                   | 24 487             |
| 2018 | 6 103 000    | +12.9 % ▲           | 4 026 000 | 2 077 000            |                      |         |                   |                    |

## Авіабаза

### 32-й окремий транспортний змішаний авіаційний полк
32-й окремий транспортний змішаний авіаційний полк (ОТЗАП) був створений в 2013 на аеродромі Єкатеринбург переформатуванням окремої авіагрупи ВПС «Кольцово».
Через рік полк отримав бойовий прапор
У 2019 полк отримав нові літаки АН-148-100Е.
У кількох джерелах назва 32-й ОТЗАП плутається з 390-м ОТЗАП. Це один і той же полк, що базується в Кольцово, який у 2019 отримав останню серійну пару АН-148-100Е 

### Катастрофи та інциденти
- 19 грудня 2016 перед посадкою в районі аеродрому Тіксі через надмірне зниження при недостатній видимості розбився Іл-18В (RF-91821) 32-го ОТЗАП. Один пасажир загинув від наслідків аварії, інші були травмовані[19]